# Brandon Aiyuk
Brandon Aiyuk (geboren am 17. März 1998 in Rocklin, Kalifornien) ist ein US-amerikanischer American-Football-Spieler auf der Position des Wide Receivers. Er spielte College Football für die Arizona State University und steht seit 2020 bei den San Francisco 49ers in der National Football League (NFL) unter Vertrag.

## College
Aiyuk wurde im kalifornischen Rocklin geboren und ging in Reno, Nevada, auf die Highschool. Bereits in seiner Kindheit war er Fan der San Francisco 49ers.

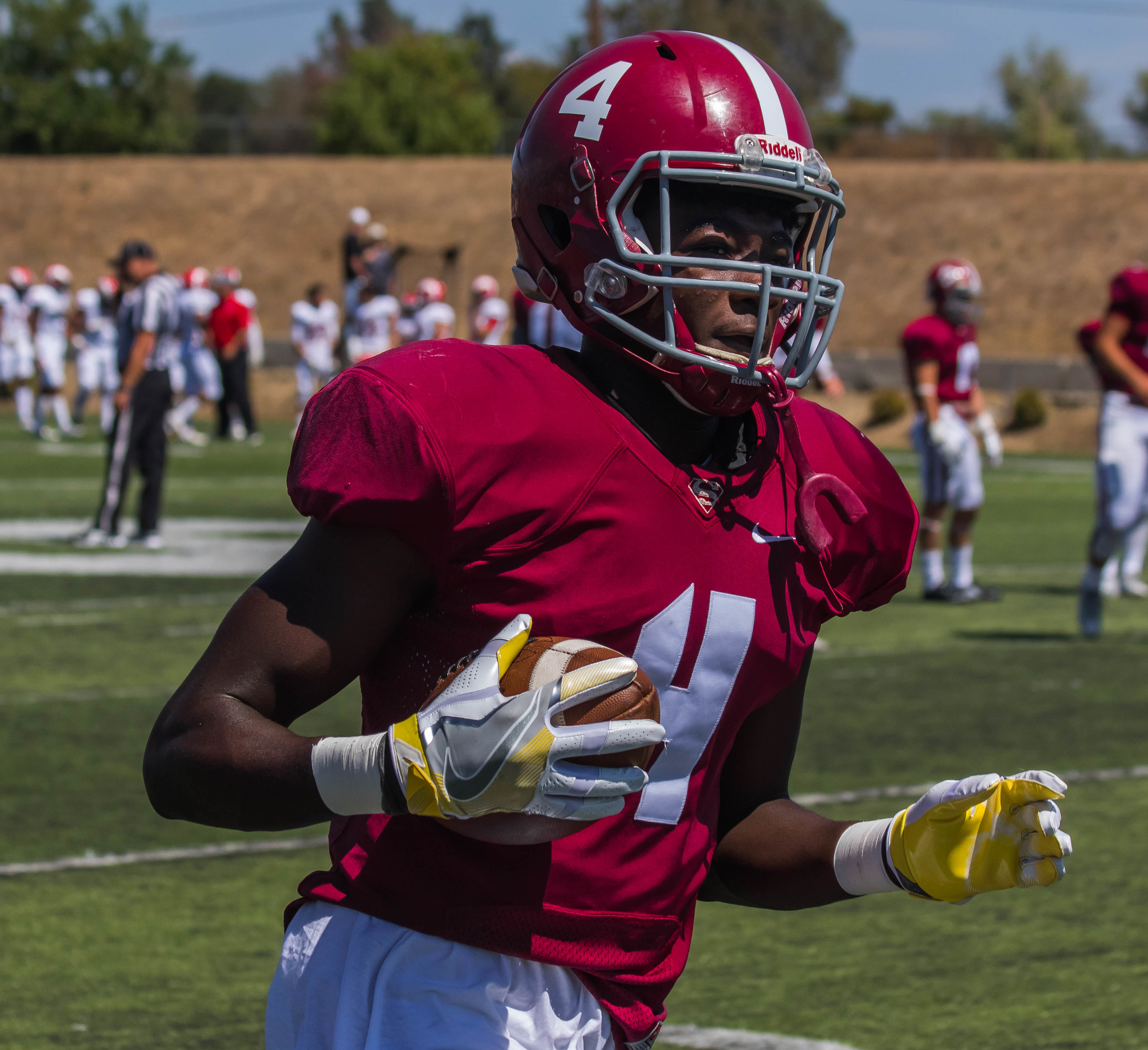
Aiyuk am Sierra College (2016)

Ab 2016 ging er auf das Sierra College, ein Community College in Rocklin. Dort spielte er als Wide Receiver und als Return Specialist. Nach zwei Jahren am Community College erhielt er mehrere Stipendienangebote von College-Football-Programmen. Er entschied sich für die Arizona State Sun Devils. Daneben hatten unter anderem die Alabama Crimson Tide seit 2017 Interesse daran, Aiyuk als Cornerback einzusetzen. Insgesamt kam er am Sierra College auf 2499 Yards und 21 Touchdowns.

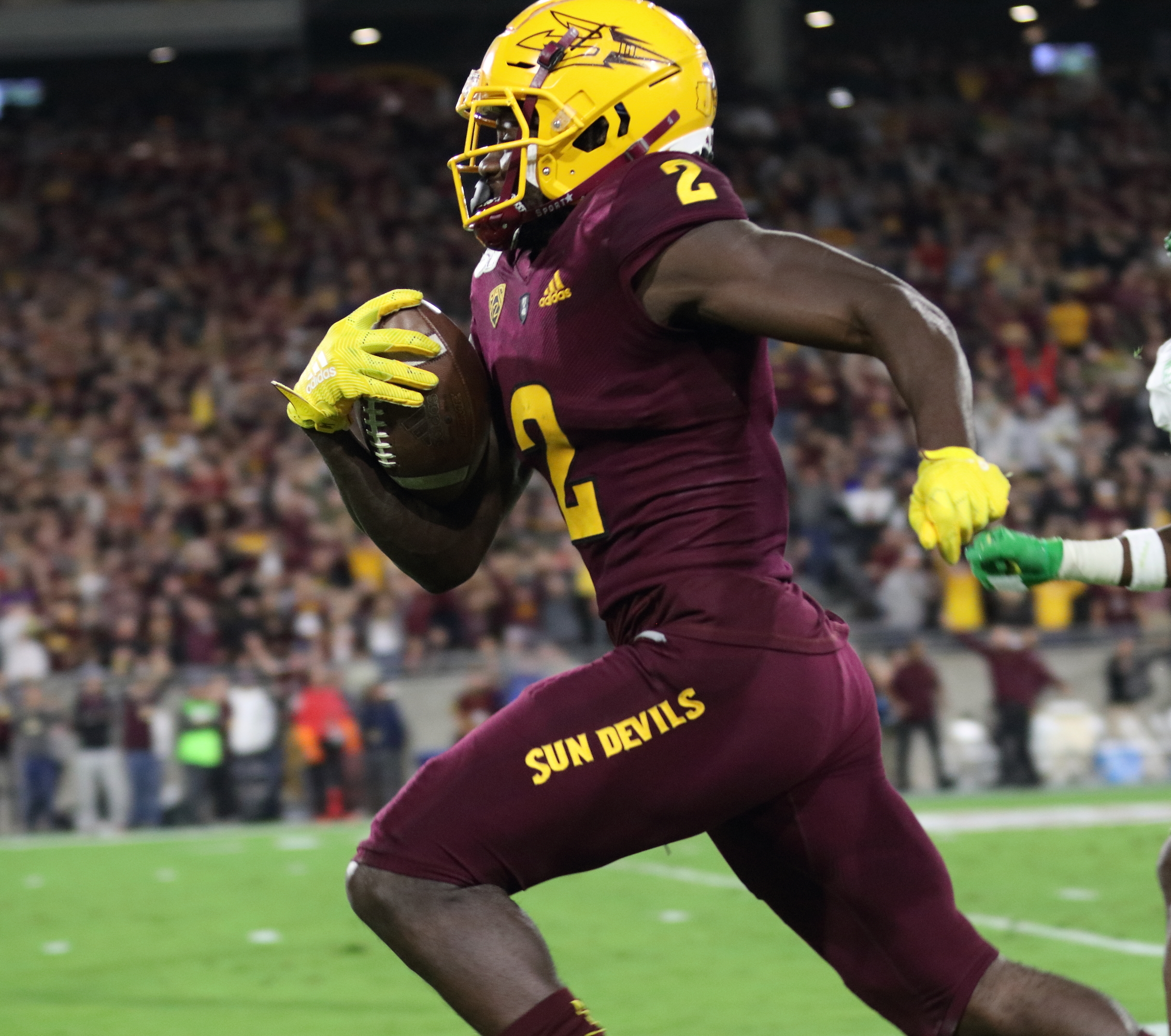
Aiyuk bei Arizona State (2019)

In der Saison 2018 war Aiyuk der zweiteffektivste Receiver der Sun Devils hinter N’Keal Harry, der später im NFL Draft 2019 in der ersten Runde ausgewählt wurde. Aiyuk fing 33 Pässe für 474 Yards und drei Touchdowns. Darüber hinaus wurde er als Return Specialist eingesetzt. In seinem letzten College-Jahr war Aiyuk Stammspieler auf der Position des Wide Receivers und war mit 1192 Yards und acht Touchdowns führender Receiver der Sun Devils. Beim überraschenden Sieg von Arizona State über die favorisierten Oregon Ducks gelang ihm ein 81-Yard-Touchdown. Im Spiel gegen die Washington State Cougars kam Aiyuk auf 196 Yards Raumgewinn und drei Touchdowns und wurde dafür als Offensive Player of the Week in der Pacific-12 Conference ausgezeichnet. Gegen Oregon State erzielte er einen Punt-Return-Touchdown über 63 Yards. Aiyuk wurde als Wide Receiver und als Return Specialist in das All-Star-Team der Pac-12 in dieser Saison gewählt.

## NFL
Die San Francisco 49ers gaben im NFL Draft 2020 den 31., den 117. und den 176. Pick an die Minnesota Vikings ab, um sechs Plätze nach vorne zu rücken und Aiyuk an 25. Stelle auszuwählen. Das erste Spiel der Saison verpasste er wegen einer Oberschenkelverletzung, die er sich in der Saisonvorbereitung zugezogen hatte. Sein NFL-Debüt gab Aiyuk am 2. Spieltag gegen die New York Jets. Er fing zwei Pässe für 22 Yards. In der Woche darauf erzielte er mit einem 19-Yard-Lauf gegen die New York Giants seinen ersten Touchdown.
Beim 33:6-Sieg gegen die New England Patriots am 7. Spieltag kam Aiyuk erstmals auf über 100 Receiving Yards in einem NFL-Spiel. Er fing sechs Pässe für 115 Yards. Ab dem 12. Spieltag wurde Aiyuk auch als Punt Returner eingesetzt. Wegen einer Knöchelverletzung fiel er für das letzte Spiel der Saison aus. Insgesamt fing Aiyuk als Rookie 60 Pässe für 748 Yards.
Aiyuk startete schwach in sein zweites Jahr in der NFL, konnte aber vor allem zum Saisonende hin überzeugen. An den letzten beiden Spieltagen der Regular Season erzielte er 201 Yards Raumgewinn. Insgesamt kam Aiyuk 2021 auf 56 gefangene Pässe für 826 Yards und fünf Touchdowns. In der Saison 2022 knackte Aiyuk erstmals die 1000-Yards-Marke und kam auf 1015 Yards und acht Touchdowns.
Vor Beginn der Saison 2023 zogen die 49ers die Fifth-Year-Option von Aiyuks Rookievertrag. Am ersten Spieltag der Saison fing er gegen die Pittsburgh Steelers acht Pässe für 129 Yards und zwei Touchdowns – erstmals mehr als einen Touchdown in einem Spiel – und wurde als NFC Offensive Player of the Week ausgezeichnet. In seinem vierten Jahr in der NFL spielte Aiyuk mit 75 gefangenen Pässen für 1342 Yards und sieben Touchdowns seine bis dahin beste Saison und wurde zum second-team All-Pro gewählt. Er zog mit den 49ers in den Super Bowl LVIII ein. Bei der 22:25-Niederlage nach Overtime gegen die Kansas City Chiefs fing Aiyuk drei Pässe für 49 Yards. Anschließend führten Äußerungen von Aiyuk und seinem Umfeld via Social Media, die Unzufriedenheit mit Aiyuks mit lediglich drei Catches geringer Rolle im Super Bowl ausdrückten, in Zusammenhang mit seiner Vertragssituation, da sein Vertrag nach der folgenden Saison auslief und eine Verlängerung unklar war, zu Spekulationen über einen Wechsel von Aiyuk per Trade zu einem anderen Team. Die Verhandlungen der 49ers mit Aiyuk über einen neuen Vertrag zogen sich bis Ende August 2024 kurz vor Beginn der neuen Saison hin. Er verpasste die Saisonvorbereitung weitestgehend und hatte zwischenzeitlich einen Trade gefordert. Anstelle eines zeitweise kolportierten Trades zu den Pittsburgh Steelers einigte Aiyuk sich jedoch letztlich mit den 49ers auf eine Vertragsverlängerung um vier Jahre im Wert von 120 Millionen US-Dollar.
Die Saison 2024 verlief für Aiyuk wenig erfolgreich, er kam lediglich in einem Spiel auf über 100 Yards und verzeichnete insgesamt 25 gefangene Pässe für 374 Yards. Am siebten Spieltag zog er sich gegen die Kansas City Chiefs einen Kreuzbandriss zu und verpasste daher den Rest der Saison.

### NFL-Statistiken
| Saison                             | Team                | Spiele | Spiele | Receiving | Receiving | Receiving | Receiving | Receiving | Fumbles | Fumbles |
| Saison                             | Team                | GP     | GS     | Rec       | Yds       | Avg       | Lng       | TD        | Fum     | Lost    |
| ---------------------------------- | ------------------- | ------ | ------ | --------- | --------- | --------- | --------- | --------- | ------- | ------- |
| 2020                               | San Francisco 49ers | 12     | 11     | 60        | 748       | 12,5      | 49        | 5         | 0       | 0       |
| 2021                               | San Francisco 49ers | 17     | 16     | 56        | 826       | 14,8      | 43        | 5         | 2       | 1       |
| 2022                               | San Francisco 49ers | 17     | 17     | 78        | 1015      | 13,0      | 54        | 8         | 1       | 1       |
| 2023                               | San Francisco 49ers | 16     | 16     | 75        | 1342      | 17,9      | 76        | 7         | 1       | 1       |
| 2024                               | San Francisco 49ers | 7      | 7      | 25        | 374       | 15,0      | 53        | 0         | 0       | 0       |
| Total                              | Total               | 69     | 67     | 294       | 4305      | 14,6      | 76        | 25        | 4       | 3       |
| Quelle: pro-football-reference.com |                     |        |        |           |           |           |           |           |         |         |